# Ранилист
Ранилистът (Stachys), наричан още чистец, е род покритосеменни растения от семейство Устноцветни (Lamiaceae). Включва около 300 (по други данни около 450) вида растения, разпространени в Европа, Азия, Африка, Австралия и Северна Америка.

## Видове
- Stachys affinis
- Stachys ajugoides
- Stachys alopecuros
- Stachys alpina – Алпийски ранилист
- Stachys annua – Едногодишен ранилист
- Stachys arvensis
- Stachys bullata
- Stachys byzantina
- Stachys candida
- Stachys chamissonis var. cooleyae
- Stachys chrysantha
- Stachys ciliata
- Stachys citrina
- Stachys coccinea
- Stachys corsica
- Stachys cretica – Критски ранилист
- Stachys discolor
- Stachys ehrenbergii
- Stachys floridana
- Stachys germanica – Германски ранилист
- Stachys hyssopifolia
- Stachys iva
- Stachys latana
- Stachys lavandulifolia
- Stachys libanotica
- Stachys macrantha
- Stachys macrostachya
- Stachys maritima – Крайморски ранилист
- Stachys mexicana
- Stachys monnieri
- Stachys officinalis – Лечебен ранилист
- Stachys palustris – Блатен ранилист
- Stachys pumila
- Stachys recta – Прав ранилист
- Stachys riddellii
- Stachys sylvatica – Горски ранилист
- Stachys sylvestris
- Stachys tenuifolia